# Géczi Erika
Géczi Erika (Budapest, 1959. március 10. –) világbajnok, olimpiai ezüstérmes magyar kajakozó, énekes és akusztikus-gitáros. Az aktív versenyzést követően edzőként gyerekeket tanított.
1996-ban Koltay Gergely felkérésére elénekelte a Honfoglalás című film főcímdalát, ami később platinalemez lett. 2000-től a Kormorán együttes tagja volt. 2011-től az Örökség együttes énekesnője.

## Sportkarrier
Későn, tizenöt éves korában kezdett el kajakozni. Több évbe került mire utolérte saját korosztályát. Ifi versenyzőként bekerült a válogatottba és 1988-ig tagja is maradt. Sportolói pályafutása során végig a BSE versenyzője volt. 1978-ban junior bajnok lett egyesben és párosban (Rakovszky Katalinnal), majd a felnőtt ob-n a kettesben ezüstérmet szerzett. 1980-ban két válogató versenyen is első lett, de a nemzetközi tapasztalatok hiányára hivatkozva nem vitték ki az olimpiára. Világbajnokságon első alkalommal 1981-ben indulhatott Nottinghamban. Innentől kezdve a világversenyek állandó résztvevője volt. Az 1984-es olimpián a szocialista blokk bojkottja miatt nem vehetett részt, bár kivívta az indulás jogát párosban és négyesben. Pályafutását az 1988-as olimpián fejezte be, ezüstéremmel négyesben. 1983-ban megkapta az év női kajakozója címet.
1989-től 1992-ig a BSE, 1993 és 2000 között a KSI utánpótlásedzőjeként tevékenykedett.

## Zenei pályafutás

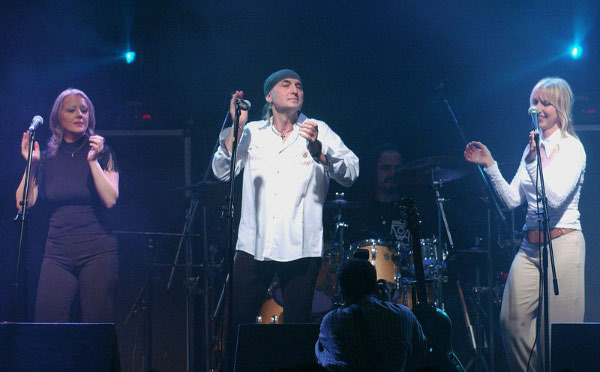
A Kormorán Gödöllőn adott koncertjén Tóth Renátával Mr. Basaryval és Nagy Lászlóval

Aktív sportolóként a zenével csak hobbiként foglalkozott. Kisebb klubokban énekelt amatőr szinten különböző zenekari formációkban, de önállóan is. Első zenekara a Tengsz-Lengsz egy teljesen amatőr csapat volt.
1986-ban még sportolóként a Bojtorján kérte fel Erikát vendégszereplésre, egy közös dalra és a dalból készült videóklip főszerepére.
1990-től a Bojtorjánnal számos itthoni és külföldi turnén, fesztiválon szerepelt, megjelent itthon és Ausztriában is egy-egy lemezük.
1991-ben részt vett az ÁB Popfesztiválon Erika és a Sextett nevű csapatával, s itt az 5. helyen végeztek. 1993-ban ugyanezen a fesztiválon már Szabó Csillával énekelt duóban.
1996-ban a Rockfort együttes tagja lett, eleinte csak a Fregatt nevű pubban játszottak. Még ebben az évben Koltay Gergely felkérte a Honfoglalás c. film főcímdalának eléneklésére. A dalt Szabó Csillával énekelte a filmzenét tartalmazó lemezen. A film zenéje 1997-ben arany-, 2001-ben platinalemez lett. Részt vett a filmzene szimfonikus zenekari ősbemutatóján a Margit-szigeten.
1997-ben a Magyar Rádió által szervezett Eurovíziós előfesztiválon második helyezést ért el a Rockfort együttessel, s még ebben az évben megkapták a Magyar Rádió Emerton díját, mint az év legígéretesebb zenekara. Még ez évben az 1997 októberétől a TV 1-en sugárzott „Szombat este”, majd Zeneszombat című show állandó szereplői lettek, mint a műsor házi zenekara. 1998-ban jelent meg első lemezük „Várnak ránk az angyalok” címmel.
Nyáron elkészítettek egy dalt, mely a Szegeden rendezett kajak-kenu világbajnokság hivatalos dala lett.
Augusztusban a Népstadionban rendezett Atlétikai Európa-bajnokság záróünnepségén lépett fel Almási Enikővel, a Rockfort együttes másik énekesnőjével.
2000-ben már a Kormorán együttes tagjaként vett részt a sitkei rockfesztiválon. 2001 őszén 25 éves jubileumi koncertet adtak Gödöllőn, a Szent István Egyetemen, amely koncertet a MTV 1 is sugározott felvételről. A koncerttel párhuzamosan megjelent egy új lemez „Tiltott dalok tiltott hangszereken" címmel, és 2002 januárjában egy koncertalbum a Hungaroton gondozásában. 2002 szeptemberében pedig ismét egy új lemez, „Táltosok fiai” címmel.
Önálló előadóművészként is egyre több felkérése van.
2000-ben egy művésztársulás keretében T. Lukács Ágnes képei alapján, Máthé József verseit megzenésítve saját zenével és előadásban jött létre a GLM Produkció zenealbuma.
2011-től a Kormorán együttesből kiszakadt tagok által alapított Örökség énekesnője, majd 2018-tól szólóban folytatja zenekari pályafutását.